# Galatina rosso novello
Il Galatina rosso novello è un vino DOC la cui produzione è consentita nella provincia di Lecce.

## Caratteristiche organolettiche
- colore: rosso rubino più o meno intenso
- odore: vinoso, caratteristico, gradevole ed intenso
- sapore: pieno, asciutto, armonico, fruttato, talvolta vivace

## Produzione
Provincia, stagione, volume in ettolitri
- nessun dato disponibile